# Mossegölen
Mossegölen är en sjö i Ronneby kommun i Blekinge och ingår i Nättrabyån-Ronnebyåns kustområde. Mossegölen ligger i Storemosse Natura 2000-område.